# Núi Tu-di

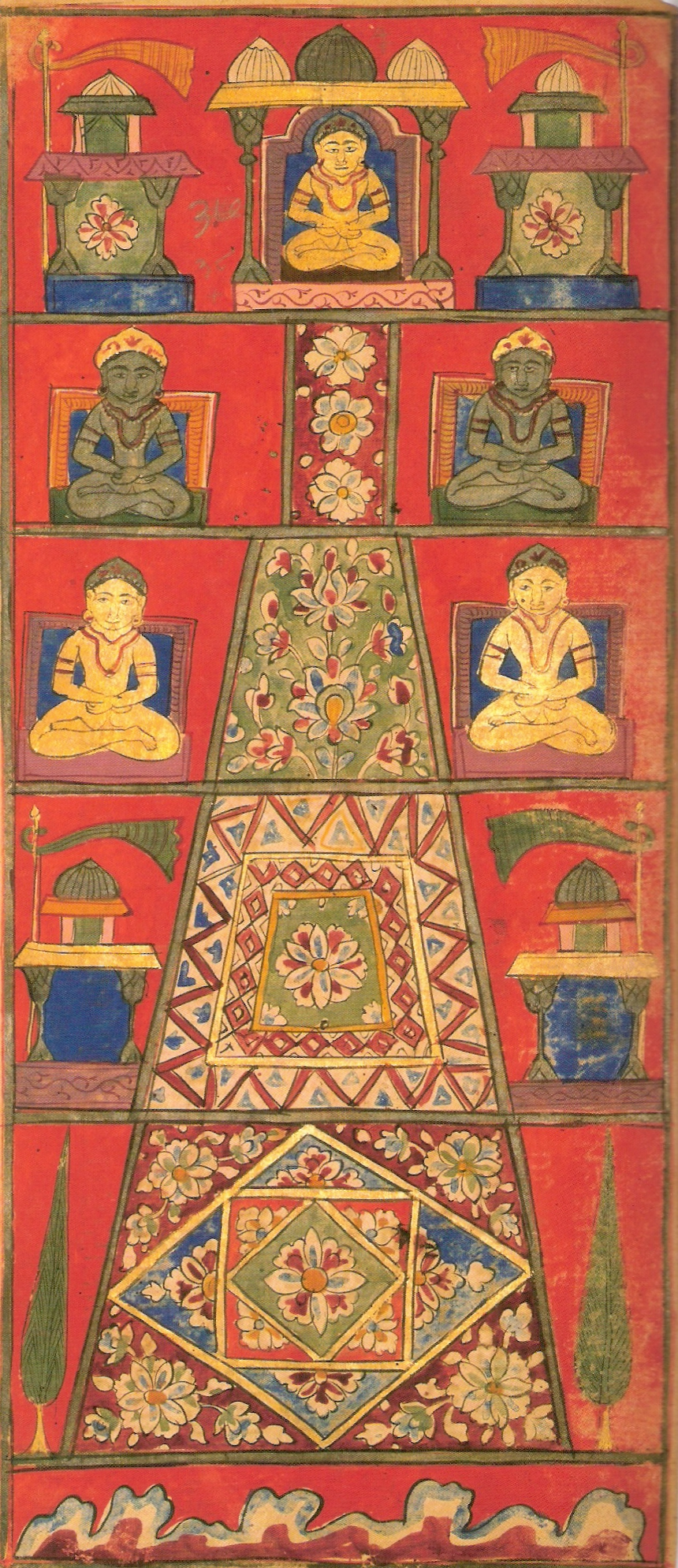
Tranh vẽ núi Tu-di của vũ trụ học Kỳ-na giáo trong Samghayanarayana

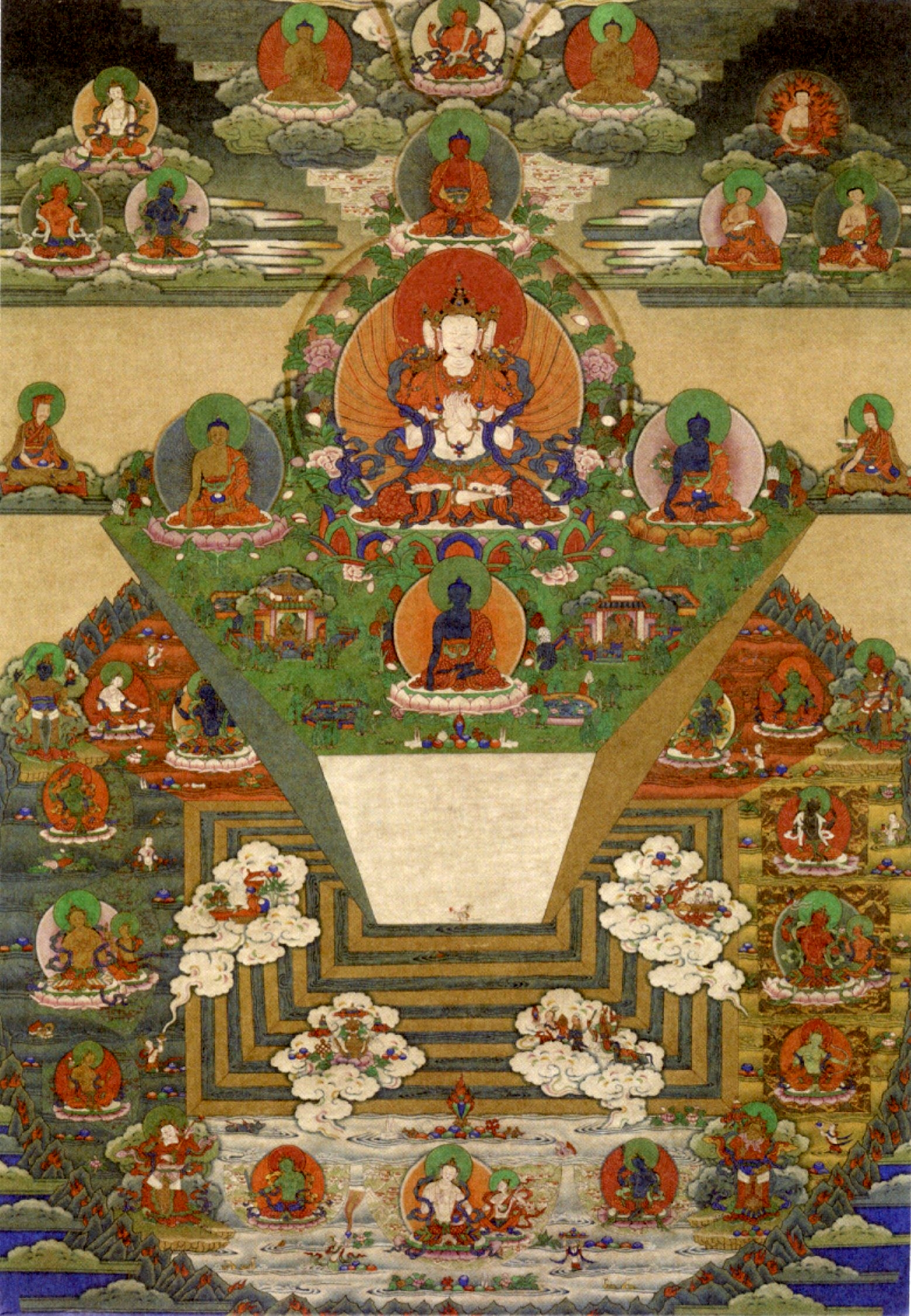
Núi Tu-di trong thangka của người Bhutan, thế kỷ 19, Trongsa, Bhutan

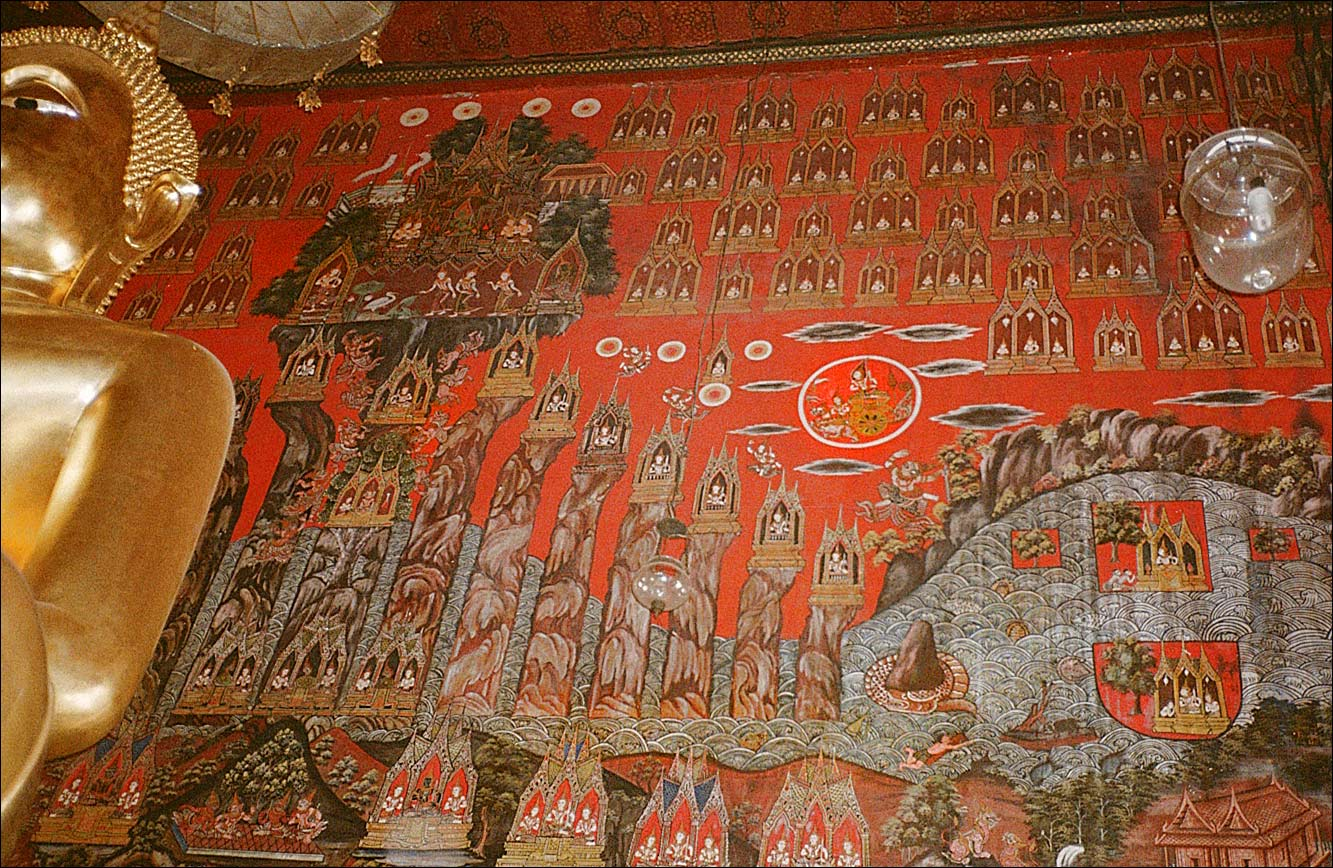
Bích họa mô tả núi Tu-di ở Wat Sakhet, Bangkok, Thái Lan

Núi Tu-di (tiếng Phạn: मेरु), cũng gọi là මහා මේරු පර්වතය Sumeru (Sanskrit) hoặc Sineru (Pāli), Mahāmeru, là một ngọn núi thiêng với năm đỉnh, được đề cập trong vũ trụ học của Ấn Độ giáo, Kỳ-na giáo và Phật giáo. và được xem như là trung tâm của tất cả các vũ trụ thuộc vật lý, siêu hình và tinh thần.

## Địa lý
Núi Tu-di là một phần của Đại dương Vũ trụ, với nhiều tài liệu nói rằng, "Mặt trời cùng với các hành tinh bay vòng quanh ngọn núi," làm cho việc xác định vị trí của nó, theo phần lớn các học giả, là cực kỳ khó khăn.
Một vài nhà nghiên cứu xác định núi Tu-di chính là dãy núi Pamir, ở tây bắc Kashmir.
Sách Suryasiddhanta chép rằng núi Tu-di nằm ở 'trung tâm trái đất' ("bhurva-madhya") trong vùng đất Jambunad (Jambudvip). Narpatijayacharyā, một cuốn kinh ở thế kỷ thứ 9, phần lớn dựa trên những văn thư không công bố của Yāmal Tantr, chép rằng"Sumeruḥ Prithvī-madhye shrūyate drishyate na tu" ('Núi Tu-di được nghe nói là ở trung tâm trái đất, nhưng không thấy ở đó'). Vārāhamihira, trong sách Pancha-siddhāntikā, nói rằng núi Tu-di nằm ở Bắc Cực (mặc dù chẳng có ngọn núi nào ở đó cả). Tuy nhiên, Suryasiddhānta cho rằng núi Tu-di nằm ở trung tâm trái đất, ở 2 cực là Sumeru và Kumeru.
Có nhiều phiên bản về vũ trụ học tồn tại trong kinh điển của đạo Hindu. Một trong số chúng miêu tả núi Tu-di được bao quanh bởi núi Mandrachala ở phía đông, núi Supasarva ở phía tây, núi Kumuda ở phía bắc và núi Kailasha ở phía nam.

## Quan niệm của Phật giáo
Theo A-tỳ-đạt-ma-câu-xá luận (Abhidharmakośabhāṣyam) của Thế Thân, núi Tu-di cao 80.000 do tuần. Kích thước chính xác của một do tuần là không xác định, nhưng một vài tính toán cho rằng nó khoảng 24.000 foot (7.300 m), hoặc khoảng 4,5 dặm (7,2 km), nhưng những tính toán khác lại cho rằng nó nằm giữa 7–9 dặm (11–14 km). Nó còn phần chìm dưới sâu 80.000 do tuần so với bề mặt mặt nước bao quanh . Núi Tu-di thường được sử dụng như là một hình tượng ẩn dụ của kích thước và tính kiên cố trong kinh điển Phật giáo. Nó là nơi dành cho các loài địa tiên và trời Tứ Thiên Vương ở khoảng lưng núi, còn con người ở tầng dưới cùng nằm phía nam, cõi ở con người nhiều đất đá thô xấu và bao quanh bởi biển nước mặn. Con người không thể thấy được núi tu di mặc dù sống ở phía nam dưới chân núi, có thể là do núi Tu di ở tầng không gian khác, con người không có đủ phước và khả năng để thấy hoặc đến nơi ấy.
Theo Kinh Thế Ký, thuộc Trường A Hàm, mô tả về núi Tu di: "Như trong chỗ mà một mặt trời, mặt trăng vận hành khắp bốn thiên hạ, tỏa ánh sáng chiếu; có một ngàn thế giới như vậy. Trong ngàn thế giới có một ngàn mặt trời, mặt trăng; có một ngàn núi chúa Tu-di; có bốn ngàn thiên hạ, bốn ngàn đại thiên hạ, bốn ngàn biển, bốn ngàn biển lớn, bốn ngàn rồng, bốn ngàn rồng lớn, bốn ngàn chim cánh vàng, bốn ngàn chim cánh vàng lớn, bốn ngàn đường ác, bốn ngàn đường ác lớn, bốn ngàn vị vua, bốn ngàn vị vua lớn, bảy ngàn cây lớn, tám ngàn địa ngục lớn, mười ngàn núi lớn, ngàn Diêm-la vương, ngàn Tứ thiên vương, ngàn trời Đao-lợi, ngàn trời Diệm Diệm-ma, ngàn trời Đâu-suất, ngàn trời Hóa tự tại, ngàn trời Tha hóa tự tại, ngàn trời Phạm; đó là tiểu thiên thế giới (1000 tiểu thế giới). Như một tiểu thiên thế giới, ngàn tiểu thiên thế giới như thế là một trung thiên thế giới. Như một trung thiên thế giới, một ngàn trung thiên thế giới như vậy là một tam thiên đại thiên thế giới. Phạm vi thế giới thành hoại như thế là nơi chúng sanh cư trú, gọi là một cõi Phật. (1 vị Phật phụ trách giáo hóa theo từng thời kỳ)"
Theo Đại sư Chương Gia, là học giả Phật giáo cũng nghiên cứu khoa học thì một đơn vị tiểu thế giới phải là một hệ ngân ngà. Đối với loài người núi Tu di mà Phật nhắc đến có lẽ chính là lỗ đen vũ trụ nơi chỉ có các vị thần, tiên, chư thiên đại phước báu (sinh vật siêu linh) cư ngụ thấy lỗ đen thành núi Tu di, mặt trời mặt trăng và các vì sao quay quanh nó. Nam thiệm bộ châu, nơi loài người cư ngụ nằm ở phía nam của núi Tu di, ba nơi cư ngụ còn lại là thế giới các loài có hình người khác, cũng đã được Phật miêu tả sơ lược trong kinh điển. Theo cách tính ở trên, tam thiên đại thiên thế giới có 1 tỷ hệ ngân ngà, cho đến nay kính viễn vọng không gian của khoa học vẫn chưa thể nhìn được lượng ngân hà này.
Tiếp tục Đức Phật giải thích: "Cõi đất này dày mười sáu vạn tám ngàn do-tuần, biên giới vô hạn. Đất nương trên nước. Nước sâu ba ngàn ba mươi do-tuần, biên giới vô hạn. Nước ở trên gió; gió dày sáu ngàn bốn mươi do-tuần, biên giới vô hạn. Nước của biển lớn ấy sâu tám vạn bốn ngàn do-tuần, biên giới vô hạn. Núi chúa Tu-di, phần chìm xuống biển là tám vạn bốn ngàn do-tuần; phần trên mặt nước cao tám vạn bốn ngàn do-tuần; chân núi sát đất, phần lớn là phần đất cứng chắc. Núi ấy thẳng đứng, không có lồi lõm, sanh các loại cây; cây tỏa ra các mùi hương, thơm khắp núi rừng, là nơi mà phần nhiều các Hiền thánh, các trời đại thần diệu. Móng chân núi toàn là cát vàng ròng. Bốn phía núi có bốn mô đất rắn doi ra, cao bảy trăm do-tuần, nhiều màu đan xen, được tạo thành bởi bảy báu. Bốn mô đất thoai thoải, uốn cong sát mặt biển."
Đức Phật giải thích thêm về cấu trúc, y báo chánh báo của núi chúa Tu di. "Núi chúa Tu-di có đường cấp bằng bảy báu; đường cấp ở dưới núi rộng sáu mươi do-tuần; sát hai bên đường có bảy lớp tường báu, bảy lớp lan can, bảy lớp lưới giăng, bảy lớp hàng cây; tường vàng thì cửa bạc, tường bạc thì cửa vàng; tường thủy tinh thì cửa lưu ly, tường lưu ly thì cửa thủy tinh; tường xích châu thì cửa mã não; tường mã não thì cửa xích châu; tường xa cừ thì cửa các báu. Còn lan can thì cây ngang vàng thì cây dọc bạc, cây ngang bạc thì cây dọc vàng; cây ngang thủy tinh thì cây dọc lưu ly, cây ngang lưu ly thì cây dọc thủy tinh; cây ngang xích châu thì cây dọc mã não, cây ngang mã não thì cây dọc xích châu; cây ngang xa cừ thì cây dọc các báu. Trên lan can ấy, có lưới báu. Ở dưới lưới vàng ấy có treo linh bạc. Dưới lưới bạc, treo linh vàng. Dưới lưới lưu ly treo linh thủy tinh. Dưới lưới thủy tinh treo linh lưu ly. Dưới lưới xích châu treo linh mã não. Dưới lưới mã não treo linh xích châu. Dưới lưới xa cừ treo linh các báu. Còn cây vàng thì rễ vàng, nhánh vàng, lá, hoa, quả bạc. Còn cây bạc thì rễ bạc, cành bạc, lá hoa quả vàng. Còn cây thủy tinh thì rễ, nhánh thủy tinh; hoa, lá, lưu ly. Còn cây lưu ly thì rễ, nhánh lưu ly; hoa, lá thủy tinh. Còn cây xích châu thì rễ, nhánh xích châu; hoa, lá mã não. Còn cây mã não thì rễ nhánh mã não; hoa, lá xích châu. Còn cây xa cừ thì rễ, nhánh xa cừ; hoa lá các báu." "Trên đỉnh núi Tu-di có cung trời Tam thập tam, có bảy vòng thành, bảy lớp lan can, bảy lớp lưới, bảy lớp hàng cây báu... cho đến vô số các loài chim cùng nhau ca hót, cũng lại như thế."
Kinh Hoa nghiêm phẩm thứ 13: "Phía ngoài núi Tu Di là biển Hương Thủy (biển nước thơm), bao bọc núi Tu Di. Có bảy tầng biển Hương thủy chảy chung quanh, có bảy tầng núi vàng bao bọc. Phía ngoài núi vàng của tầng thứ bảy thì có biển nước mặn. Phía ngoài của biển nước mặn thì có núi Thiết Vi (làm bằng sắt)...
Tu Di dịch là Diệu Cao. Từ hai chữ diệu cao mà nhìn, thì tòa núi này khả hữu khả vô (có thể có, có thể không). Lúc nhìn thấy thì chẳng thấy đỉnh của nó; lúc chẳng thấy thì núi vẫn sừng sững. Tại sao? Vì là diệu cao! Ðỉnh núi đó ngoài các vị tiên và Thánh nhân dùng thần thông mới đến được đỉnh, còn các phàm phu chẳng đến đỉnh được. Vì nó là cảnh giới diệu không thể tả, cho nên gọi là núi Diệu Cao."
Núi Tu-di được nói rằng có hình dạng giống như một cái đồng hồ cát, với đỉnh và đáy có diện tích rộng 84.000 do tuần, nhưng hẹp ở phần giữa (ở độ cao 42.000 do tuần) chỉ rộng 21.000 do tuần. Có 7 lớp núi vàng, như ruộng bậc thang, mỗi lớp ngăn thành một biển nước. Các lớp biển từ ngoài cùng vào trong, từ thấp đến cao gồm tô lạc (sữa đặc), mật ong, cam lồ, nước ngọt, rượu, sữa tươi, và cam lồ. Các châu báu và biển Hương thủy chỉ có loài tiên và chư thiên mới được thọ dụng, con người thì không thấy không biết không đến được, ngoài ra còn bao gồm một số loài rồng trời, chim trời, cá trời... thụ hưởng phước trời. Trên đỉnh núi tu di có trời tên Đao Lợi, còn gọi là trời 33 vì xung quanh nó có 32 tầng trời, có các cung điện, lầu các khổng lồ của trời dục giới có kiến trúc như chùa tháp Trung Hoa, làm bằng châu báu vàng ngọc, to lớn khó mà tưởng tượng hay đo lường... nơi Đế Thích ngự cùng các chúng tiên, thiên nhân, thiên binh thiên tướng. Tuy là chúa trời lúc thì uy nghi, nhưng ngài rất hào phóng, ngài mong muốn tất cả chúng sanh hãy mau về cõi ngài để hưởng yên vui. Rất khó miêu tả, cảm nhận được sự sung sướng ở các cõi thiện tức cõi trên. Chư tiên thiên ở ngoại thành rất ít vị tu hành chỉ ngày đêm hưởng lạc, nội thành có Bồ tát giáo hóa may ra đa số có thể tu hành. Phần chìm của núi Tu di cũng to lớn ngang ngửa phần trên, là nơi tồn tại của Địa ngục nơi trừng phạt những linh hồn tội lỗi sống rất thống khổ, chúng sinh ba đường ác không thể tính đếm nhưng chúng sinh ba đường thiện lại ít ỏi. Núi Tu di theo chu kỳ Đại kiếp mà thành, trụ, hoại, không cho đến trời Tha Hóa, từ cõi Sắc giới đến Vô Sắc lại có chu kỳ hoại diệt lâu hơn, cõi Vô Sắc chỉ bị hoại diệt khi tuổi thọ của Tam Thiên Đại Thiên Thế Giới tức vũ trụ đến kỳ hủy diệt, thời gian hoại diệt đối với con người cũng rất lâu xa khó tưởng tượng được.